# Tratado de Amistad y Cooperación entre España y Guinea Ecuatorial de 1980
El Tratado de Amistad y Cooperación entre España y Guinea Ecuatorial fue un tratado internacional firmado el 23 de octubre de 1980 en Madrid por el vicepresidente primero y comisario del Ministerio de Asuntos Exteriores ecuatoguineano, Florencio Mayé Elá y el ministro español de Asuntos Exteriores, José Pedro Pérez-Llorca. El Tratado fue publicado en el BOE del 27 de julio de 1981.

## Historia

### Antecedentes
Tras el desarrollo de la crisis diplomática entre España y Guinea Ecuatorial de 1969, las relaciones entre ambos países se enfriaron. Si bien el 12 de octubre de 1969 se firmó un convenio de cooperación cultural y posteriormente, el 24 de julio de 1971 dos convenios más, la dictadura de Francisco Macías apoyada en la Constitución de Guinea Ecuatorial de 1973 cesó todo contacto diplomático con España. Durante ese tiempo, en el país europeo cayó el régimen de Francisco Franco (1975), iniciándose la monarquía constitucional de Juan Carlos I y el gobierno de Adolfo Suárez. La caída en el país africano de la dictadura el 3 de agosto de 1979 mediante un golpe militar, y el establecimiento del régimen de Teodoro Obiang permitió el restablecimiento de las relaciones bilaterales entre los dos países, y el 31 de octubre de 1979 se firmó por primera vez desde 1971 un acuerdo de cooperación entre ambos países y un protocolo de actuación, a los que seguirían el 5 de diciembre de 1979 un acuerdo de cooperación financiera, y dos protocolos.

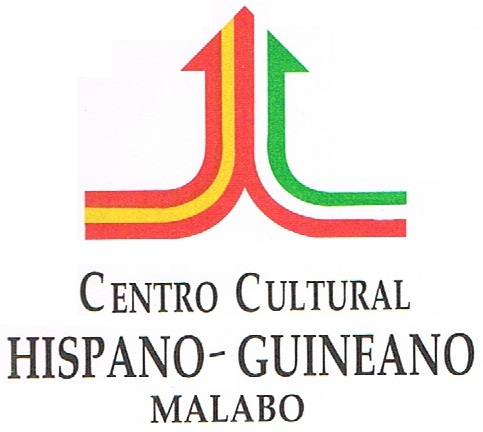
Emblema de Centro Cultural Hispano Guineano, de gestión mixta, que funcionó durante dos décadas al amparo del Tratado de Amistad y Cooperación.

Ese mismo año de 1980, en los meses previos a la firma del Tratado, se acordaron siete acuerdos o protocolos entre ambos países, entre ellos los que permitieron la presencia de la UNED española en Malabo y Bata.
Dos años después de la firma, se inauguraría el Centro Cultural Hispano-Guineano, el cual tras dos décadas de intenso trabajo evolucionó como Centro Cultural de España en Malabo (2003) y su homólogo en Bata (2001).

### El Tratado
El texto se iniciaba con un reconocimiento del paréntesis creado por Macías, y el deseo de ambos países de cerrarlo:

Considerando:

Que tras el cambio político registrado el 3 de agosto de 1979, el nuevo Gobierno de la República de Guinea Ecuatorial se dirigió al Gobierno y al pueblo Español solicitando su ayuda en la reconstrucción del país

Que las relaciones entre España y la República de Guinea Ecuatorial, basadas siempre en la no injerencia en la política interna, iniciaron entonces una nueva etapa, caracterizada por un profundo deseo de Cooperación

Tratado de 23 de octubre de 1980 de Amistad y Cooperación
entre el Reino de España y la República de Guinea Ecuatorial

Introducción

Tras el Tratado se crearon una serie de empresas mixtas, participadas al 50 % por cada país, entre ellas GEPSA (petróleos, participaba la empresa española Hispanoil), GEMSA (minerales, la parte española pertenecía a ADARO, empresa del INI), Guinextebak (Banco Exterior de Guinea Ecuatorial y España), CETA (Compañía  Ecuatoguineana de Transporte Aéreo) y OFICAR, para el transporte urbano de pasajeros.
Un par de semanas después de la firma del Tratado de Amistad entre España y Guinea, Teodoro Obiang realizó su primer viaje a Francia, en vísperas de una gira de los Reyes de España por Gabón y Camerún, con una escala en Guinea Ecuatorial, la primera quincena del mes de diciembre. Al regreso de París, Obiang hizo una escala en Rabat (Marruecos).